# 斋托县
斋托县，缅甸孟邦下辖的一个县。斋托是县治。

## 历史沿革
2022年4月30日，缅甸政府以直通县斋托镇区和比林镇区新设斋托县。

## 行政区划
斋托县下辖2镇区：
- 斋托镇区（Kyaikto Township）
- 比林镇区（Bilin Township）